# Championnats du monde de slalom (canoë-kayak) 1961
Navigation
Championnats du monde de slalom 1959 Championnats du monde de slalom 1963
Les 7e Championnats du monde de slalom en canoë-kayak  se sont déroulés en 1961 à Hainsberg (de), en Allemagne de l'Est sous l'effigie de la Fédération internationale de canoë.

## Podiums

### Femmes

#### Kayak
| Epreuve     | Or                     | Points | Argent                | Points | Bronze             | Points |
| Folding K-1 | Ludmilla Polesna (TCH) |        | Anneliese Bauer (GDR) |        | Ute Strompel (GDR) |        |

### Hommes

#### Canoë
| Epreuve        | Or                                                                                  | Points | Argent                                                            | Points | Bronze                                                               | Points |
| C-1            | Manfred Schubert (GDR)                                                              |        | Bohuslav Pospichal (TCH)                                          |        | Ingo Kirsch (GDR)                                                    |        |
| C-1 par équipe | Tchécoslovaquie Tibor Sykora Jaroslav Pollert Bohuslav Pospichal                    |        | Royaume-Uni Karl-Heinz Wozniak Gert Kleinert Manfred Schubert     |        | Suisse Michel Weber Jean-Claude Tochon Marcel Roth                   |        |
| C-2            | Allemagne de l'Est Günther Merkel Manfred Merkel                                    |        | Tchécoslovaquie Miroslav Stach Zdenek Valenta                     |        | Allemagne de l'Est Dieter Friedrich Horst Kleinert                   |        |
| C-2 par équipe | Allemagne de l'Est Bergmann / Rosenhagen Friedrich / Kleinert Merkel G. / Merkel M. |        | Tchécoslovaquie Baumruk / Polak Hendrych / Lansky Stach / Valenta |        | Suisse Dussuet / Roessinger J.P. Meichtry / Suchet Pessina / Zürcher |        |

#### Kayak
| Epreuve                | Or                                                                | Points | Argent                                                   | Points | Bronze                                                   | Points |
| Folding K-1            | Eberhard Gläser (GDR)                                             |        | Roland Hahnebach (GDR)                                   |        | Jiri Cerny (TCH)                                         |        |
| Folding K-1 par équipe | Allemagne de l'Est Horst Wängler Eberhard Gläser Roland Hahnebach |        | Tchécoslovaquie Jaroslav Vyhlid Jiri Cerny Zdenek Kostal |        | Pologne Eugeniusz Kaplaniak Jan Niemiec Wladislaw Piecyk |        |

### Mixte

#### Canoë
| Epreuve | Or                                              | Points | Argent                                        | Points | Bronze                                       | Points |
| C-2     | Tchécoslovaquie Vratislava Novaková Karel Novak |        | Allemagne de l'Est Edith Nickel Willi Landers |        | Tchécoslovaquie Jarmila Pacherová Vaclav Nic |        |

## Tableau des médailles
| Rang  | Nation             | Or | Argent | Bronze | Total |
| ----- | ------------------ | -- | ------ | ------ | ----- |
| 1     | Allemagne de l'Est | 5  | 3      | 3      | 11    |
| 2     | Tchécoslovaquie    | 3  | 4      | 2      | 9     |
| 3     | Suisse             | 0  | 0      | 2      | 2     |
| 4     | Pologne            | 0  | 0      | 1      | 1     |
| 5     | Royaume-Uni        | 0  | 1      | 0      | 1     |
| Total | Total              | 8  | 8      | 8      | 24    |